# Cathédrale de St Asaph
La cathédrale de St Asaph (en gallois : Eglwys Gadeiriol Llanelwy) est la cathédrale anglicane de St Asaph, dans le Denbighshire, au nord du Pays de Galles. Elle est l'une des plus petites cathédrales anglicanes de Grande-Bretagne. Elle est le siège du diocèse de St Asaph.

## Histoire
L'église a été construite à l'origine sur ou près du site de Saint Kentigern au VIe siècle (d'autres sources disent Saint Elwy en 560).
Les premières constructions de l'édifice actuel datent du XIIIe siècle, quand un nouveau bâtiment a été commencé sur le site après que la cathédrale originale a été incendiée par le roi Édouard Ier d'Angleterre en 1282.
La rébellion de Owain Glyndŵr est due en partie au fait que la cathédrale ait été réduite à l'état de ruines pendant soixante-dix ans. Le bâtiment actuel a été en grande partie construit sous le règne de Henri VII d'Angleterre et restauré au XIXe siècle.
La cathédrale s'est distinguée en 1930 lorsque la tour est devenue sujette à un affaissement significatif : l'architecte Charles Marriott Oldrid Scott entreprit alors des réparations urgentes.

## Source
- (en) Cet article est partiellement ou en totalité issu de l’article de Wikipédia en anglais intitulé « St Asaph Cathedral » (voir la liste des auteurs).